# Mojżesz na górze Synaj
Mojżesz na górze Synaj (Wręczenie tablic) – fresk autorstwa Cosimo Rosselliego, znajdujący się w Kaplicy Sykstyńskiej.
Fresk podpisany został na fryzie u góry łacińskim tytułem PROMULGATIO LEGIS SCRIPTE PER MOISEM. Przedstawia opisaną w Księdze Wyjścia historię wręczenia Mojżeszowi tablic z dekalogiem na górze Synaj. Centralna scena wręczenia prawa została ukazana na drugim planie w środkowej części obrazu, po lewej ukazane zostało natomiast nadanie prawa ludowi. Na pierwszym planie w środkowej części ukazany został kult złotego cielca i roztrzaskanie przez Mojżesza tablic. Scena na drugim planie z prawej strony fresku ukazuje scenę ukarania bałwochwalców przez lewitów.
Fresk cechuje się jasną kolorystyką. Postaci Mojżesza każdorazowo towarzyszy podążający za nim Jozue.
Zdaniem krytyków temat przerósł artystę, obraz cechuje się monotonią i brakiem ekspresyjności ukazanych scen. Kompozycja nie oddaje w sposób jednoznaczny chronologii przedstawionych wydarzeń, obraz można czytać zarówno od prawej, jak i lewej strony – przedstawiona w centrum scena w zależności od tego przedstawia pierwsze lub drugie wręczenie tablic z dekalogiem. Nie jest jasne, co symbolizuje grupa postaci ukazanych na pierwszym planie z prawej strony obrazu. Niektóre partie, szczególnie pejzażowe, cechują się walorami artystycznymi większymi niż typowe dla innych obrazów Rosselliego. Przypuszcza się, że przy ich malowaniu mógł brać udział Piero di Cosimo.